# 霍伊特植物園
霍伊特植物園（英語：Hoyt Arboretum）是位於美國俄勒岡州波特蘭的一個公園，是華盛頓公園的一部分。該植物園佔地189英畝（76公頃），位於波特蘭市中心以西2英里（3.2公里）處的圖拉丁山脈的山脊之上。霍伊特植物園擁有12英里的遠足小徑和兩英里長的無障礙小徑，全年免費向公眾開放。每年約有350,000名遊客參觀該植物園。
植物園的海拔從650英尺到900英尺不等，植物園內有數條溝壑。